# Шеррод Браун
Шеррод Кемпбелл Браун (англ. Sherrod Campbell Brown; нар. 9 листопада 1952, Менсфілд, Огайо) — американський політик- демократ. Сенатор США від штату Огайо з 2007 року. Віцеголова Групи підтримки України в Сенаті США.

## Біографія
1974 року отримав ступінь бакалавра в Єльському університеті, а 1981 — магістра в галузі освіти та державного управління в Університеті штату Огайо.
Він був членом Палати представників Огайо, нижньої палати законодавчих зборів штату, з 1975 до 1982. Потім він працював Держсекретарем штату Огайо з 1983 до 1991 року.
Браун входив до Палати представників Конгресу США від штату Огайо з 1993 до 2007 року.
Браун — лютеранин. Його родина відноситься до Євангелічної лютеранської церкви в Америці.

## Позиція щодо Північного потоку-2
У січні 2022 проголосував проти проєкту санкцій для газогону «Північний потік-2» як засобу запобігання російському вторгненню в Україну.